# Nights of the Dead
Nights of the Dead, Legacy of the Beast: Live in Mexico City es un álbum en vivo de la banda británica de heavy metal Iron Maiden, publicado el 20 de noviembre de 2020. Fue grabado el 27, 29 y 30 de septiembre de 2019 en Ciudad de México, durante la gira Legacy of the Beast World Tour.

## Antecedentes
El 5 de julio de 2016, Iron Maiden lanzó Legacy of the Beast, un videojuego de rol para Android e iOS, en colaboración con Nodding Frog, 50cc Games y Roadhouse Interactive. El juego está ambientado en un mundo ficticio inspirado en las portadas de los álbumes y las canciones de Iron Maiden, y presenta a la mascota de la banda, Eddie the Head, en su búsqueda para encontrar y recuperar los fragmentos de su alma destrozada. Posteriormente se convirtió en una serie de historietas, que se publicó por primera vez el 31 de octubre de 2017.
Dos semanas más tarde, la banda anunció la gira mundial Legacy of the Beast World Tour, que comenzó en Tallin el 26 de mayo de 2018 y cuyo concepto y escenografía se inspiran libremente en las imágenes del juego. El setlist incluía varias canciones que no habían sido tocadas en vivo por la banda en muchos años, como por ejemplo "Flight of Icarus", que no había sido tocada en directo desde 1987.

## Lista de canciones

### Disco Uno
| N.º   | Título                        | Duración |  |
| 1.    | «Churchill's Speech» (intro)  | 0:38     |  |
| 2.    | «Aces High»                   | 4:58     |  |
| 3.    | «Where Eagles Dare»           | 5:12     |  |
| 4.    | «2 Minutes to Midnight»       | 5:54     |  |
| 5.    | «The Clansman»                | 9:16     |  |
| 6.    | «The Trooper»                 | 4:02     |  |
| 7.    | « Revelations»                | 6:32     |  |
| 8.    | «For the Greater Good of God» | 9:23     |  |
| 9.    | «The Wicker Man»              | 4:43     |  |
| 50:38 |                               |          |  |

### Disco Dos
| N.º   | Título                    | Duración |  |
| 1.    | «Sign of the Cross»       | 11:00    |  |
| 2.    | «Flight of Icarus»        | 3:43     |  |
| 3.    | «Fear of the Dark»        | 7:46     |  |
| 4.    | «The Number of the Beast» | 4:59     |  |
| 5.    | «Iron Maiden»             | 5:30     |  |
| 6.    | «The Evil That Men Do»    | 4:25     |  |
| 7.    | «Hallowed Be Thy Name»    | 7:38     |  |
| 8.    | «Run to the Hills»        | 5:07     |  |
| 50:08 |                           |          |  |

## Integrantes
- Bruce Dickinson – voz
- Steve Harris – bajo
- Adrian Smith – guitarra
- Dave Murray – guitarra
- Janick Gers – guitarra
- Nicko McBrain – batería

Músicos adicionales
- Michael Kenney - teclados